# Judo en los Juegos Paralímpicos de París 2024
El Judo en los Juegos Paralímpicos de París 2024 se llevó a cabo del 5 al 7 de septiembre en el Grand Palais Éphémère de París, Francia y contó con la participación de 148 atletas de 33 países.

## Resultados

### Masculino
| Evento | Oro                        | Plata                | Bronce                  |
| ------ | -------------------------- | -------------------- | ----------------------- |
| J1     |                            |                      |                         |
| 60 kg  | Abdelkader Bouamer         | Meysam Banitaba      | Marcos Dennis Blanco    |
| 60 kg  | Abdelkader Bouamer         | Meysam Banitaba      | Kapil Parmar            |
| 73 kg  | Alex Bologa                | Yergali Shamey       | Lennart Sass            |
| 73 kg  | Alex Bologa                | Yergali Shamey       | Djibrilo Iafa           |
| 90 kg  | Arthur Cavalcante da Silva | Daniel Powell        | Cyril Jonard            |
| 90 kg  | Arthur Cavalcante da Silva | Daniel Powell        | Oleg Crețul             |
| +90 kg | Wilians Silva de Araújo    | Ion Basoc            | Jason Grandry           |
| +90 kg | Wilians Silva de Araújo    | Ion Basoc            | Ilham Zakiyev           |
| J2     |                            |                      |                         |
| 60 kg  | Sherzod Namozov            | Zurab Zurabiani      | Ishak Ouldkouider       |
| 60 kg  | Sherzod Namozov            | Zurab Zurabiani      | Davyd Khorava           |
| 73 kg  | Yujiro Seto                | Giorgi Kaldani       | Uchkun Kuranbaev        |
| 73 kg  | Yujiro Seto                | Giorgi Kaldani       | Osvaldas Bareikis       |
| 90 kg  | Oleksandr Nazarenko        | Hélios Latchoumanaya | Davurkhon Karomatov     |
| 90 kg  | Oleksandr Nazarenko        | Hélios Latchoumanaya | Marcelo Casanova        |
| +90 kg | İbrahim Bölükbaşı          | Revaz Chikoidze      | Zhurkamyrza Shukurbekov |
| +90 kg | İbrahim Bölükbaşı          | Revaz Chikoidze      | Chris Skelley           |

### Femenino
| Evento | Oro                   | Plata                      | Bronce               |
| ------ | --------------------- | -------------------------- | -------------------- |
| J1     |                       |                            |                      |
| 48 kg  | Nataliya Nikolaychyk  | Shizuka Hangai             | Rosicleide Andrade   |
| 48 kg  | Nataliya Nikolaychyk  | Shizuka Hangai             | Ecem Taşın           |
| 57 kg  | Shi Yijie             | Maria Liana Mutia          | Anzhela Havrysiuk    |
| 57 kg  | Shi Yijie             | Maria Liana Mutia          | Paula Gómez          |
| 70 kg  | Liu Li                | Brenda Souza               | Theodora Paschalidou |
| 70 kg  | Liu Li                | Brenda Souza               | Nicolina Pernheim    |
| +70 kg | Anastasiia Harnyk     | Erika Zoaga                | Nazan Akın Güneş     |
| +70 kg | Anastasiia Harnyk     | Erika Zoaga                | Christella Garcia    |
| J2     |                       |                            |                      |
| 48 kg  | Akmaral Nauatbek      | Sandrine Martinet          | Li Liqing            |
| 48 kg  | Akmaral Nauatbek      | Sandrine Martinet          | Cahide Eke           |
| 57 kg  | Junko Hirose          | Kumushkhon Khodjaeva       | Dayana Fedossova     |
| 57 kg  | Junko Hirose          | Kumushkhon Khodjaeva       | Marta Arce Payno     |
| 70 kg  | Alana Maldonado       | Wang Yue                   | Kazusa Ogawa         |
| 70 kg  | Alana Maldonado       | Wang Yue                   | Ina Kaldani          |
| +70 kg | Rebeca de Souza Silva | Sheyla Hernández Estupiñán | Wang Hongyu          |
| +70 kg | Rebeca de Souza Silva | Sheyla Hernández Estupiñán | Zarina Raifova       |

## Medallero
| Núm. | País                          | Oro | Plata | Bronce | Total |
| ---- | ----------------------------- | --- | ----- | ------ | ----- |
| 1    | Brasil (BRA)                  | 4   | 2     | 2      | 8     |
| 2    | Ucrania (UKR)                 | 3   | 0     | 2      | 5     |
| 3    | República Popular China (CHN) | 2   | 1     | 2      | 5     |
| 4    | Japón (JPN)                   | 2   | 1     | 1      | 4     |
| 5    | Kazajistán (KAZ)              | 1   | 1     | 3      | 5     |
| 6    | Uzbekistán (UZB)              | 1   | 1     | 2      | 4     |
| 7    | Turquía (TUR)                 | 1   | 0     | 3      | 4     |
| 8    | Argelia (ALG)                 | 1   | 0     | 1      | 2     |
| 9    | Rumania (ROM)                 | 1   | 0     | 0      | 1     |
| 10   | Georgia (GEO)                 | 0   | 3     | 1      | 4     |
| 11   | Francia (FRA)                 | 0   | 2     | 2      | 4     |
| 12   | Reino Unido (GBR)             | 0   | 1     | 1      | 2     |
| 12   | Moldavia (MDA)                | 0   | 1     | 1      | 2     |
| 12   | Estados Unidos (USA)          | 0   | 1     | 1      | 2     |
| 15   | Cuba (CUB)                    | 0   | 1     | 0      | 1     |
| 15   | Irán (IRI)                    | 0   | 1     | 0      | 1     |
| 17   | Alemania (GER)                | 0   | 0     | 1      | 1     |
| 17   | Argentina (ARG)               | 0   | 0     | 1      | 1     |
| 17   | Azerbaiyán (AZE)              | 0   | 0     | 1      | 1     |
| 17   | España (ESP)                  | 0   | 0     | 1      | 1     |
| 17   | Grecia (GRE)                  | 0   | 0     | 1      | 1     |
| 17   | India (IND)                   | 0   | 0     | 1      | 1     |
| 17   | Lituania (LTU)                | 0   | 0     | 1      | 1     |
| 17   | Portugal (POR)                | 0   | 0     | 1      | 1     |
| 17   | Suecia (SWE)                  | 0   | 0     | 1      | 1     |
| 17   | Venezuela (VEN)               | 0   | 0     | 1      | 1     |